# Anna Menon

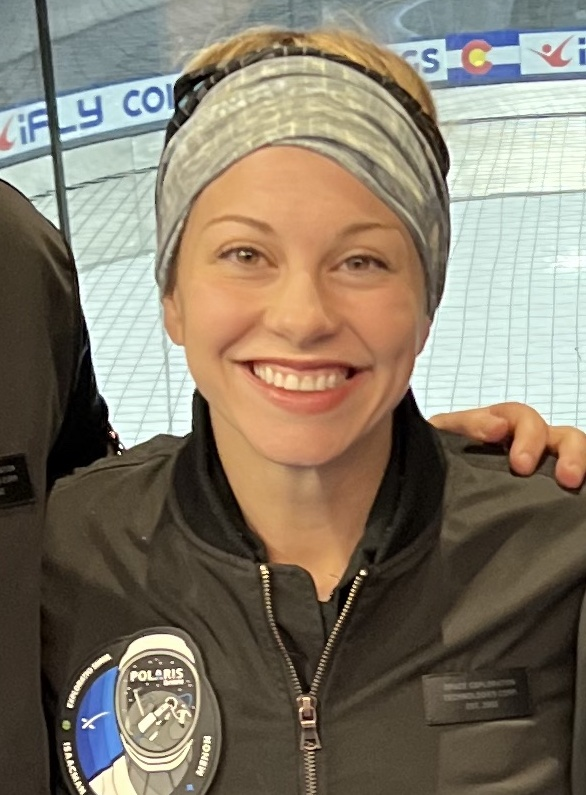
Anna Menon (2023)

Anna Menon (* 24. Dezember 1985 in Houston, Texas) ist eine US-amerikanische Ingenieurin und Astronautin.

## Leben
Menon erwarb einen Bachelor-Abschluss in Mathematik und Spanisch und einen Master-Abschluss in Biomedical Engineering. Später war sie als biomedizinische Fluglotsin für die Internationale Raumstation ISS bei der NASA angestellt.
Seit 2017 ist sie beim Raumfahrtunternehmen SpaceX als Lead Space Operations Engineer angestellt  und wird in der Mission Control und Kommunikation mit den Astronauten eingesetzt. Sie ist zudem verantwortlich für das Notfallmanagement der Dragon Missionen.
Im Februar 2022 wurde bekannt, dass Menon als Missionsspezialistin und Bordärztin mit der privaten Weltraummission Polaris Dawn fünf Tage im Weltall verbringen wird. Dies ist die erste von drei geplanten Missionen im Polaris-Programm von Jared Isaacman, der selbst als Kommandant an Bord sein wird. Die Mission fand vom 10. September bis 15. September 2024 mit einem Crew-Dragon-Raumfahrzeug von SpaceX statt.
Menon ist mit dem NASA-Raumfahrtanwärter Anil Menon verheiratet und hat zwei Kinder.